# Simona Mușat
Simona Mușat, född den 16 september 1981, är en rumänsk roddare.
Hon tog OS-brons i åtta med styrman i samband med de olympiska roddtävlingarna 2008 i Peking.